# Hanga Roa

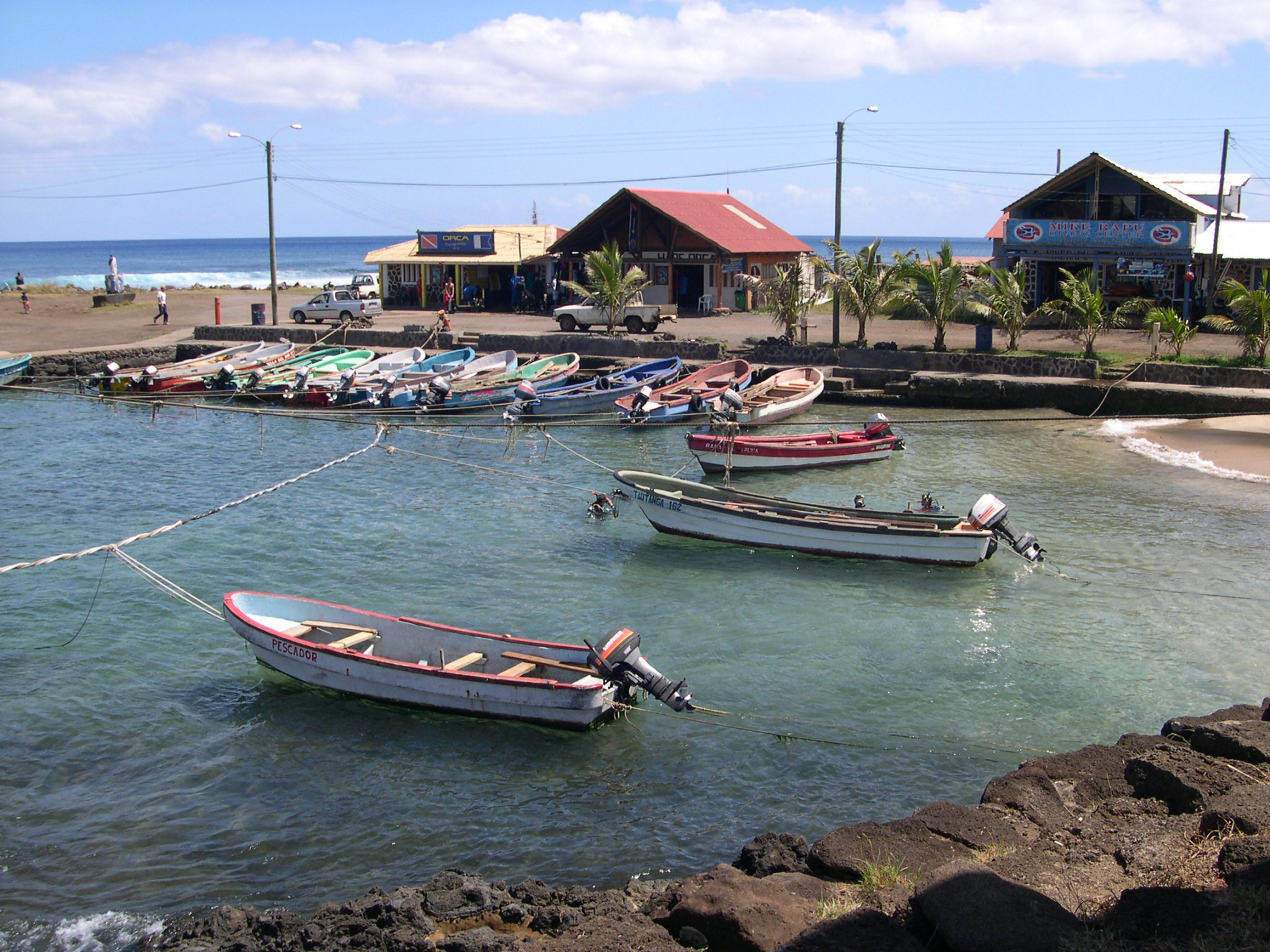
Přístav v Hanga Roa.

Hanga Roa je největší obec, přístav a hlavní město chilské provincie Velikonoční ostrov. Nalézá se v jižní části západního pobřeží ostrova, v nížině mezi vyhaslými sopkami Maunga Terevaka a Rano Kau.
Počet obyvatel, podle sčítání lidu roku 2012, byl 5 035. V roce 1914 měla obec Hanga Roa jen 250 obyvatel.
Hlavní ulicí a centrem obce je Avenida Atamu Tekena. Podél ulice je množství obchodů, hotelů, penzionů, restaurací a také jediný supermarket a lékárna na ostrově. V roce 1998 byla hlavní ulice pojmenována po Atamu Te Kenovi, hrdinovi z 19. století. Původní název ulice byl Avenida Policarpo Toro. Policarpo Toro byl kapitán chilského námořnictva, který v roce 1888 Velikonoční ostrov anektoval pro Chile.
V obci je také muzeum a katolický kostel. Po zavedení internetu vzniklo v obci množství internetových kaváren. Obec má multifunkční stadion Estadio de Hanga Roa, který je základnou fotbalového klubu Easter Island national football team. V bezprostředním okolí obce se nachází několik menších soch Moai. V sousedství Hanga Roa je Mezinárodní letiště Mataveri, které je ve správě chilského národního leteckého dopravce LAN Airlines, který zajišťuje přímé lety do Santiago de Chile, Papeete a na Tahiti. Je to jediný komerční dopravce, který poskytuje pravidelné lety na ostrov.